# Papierschnittwunde

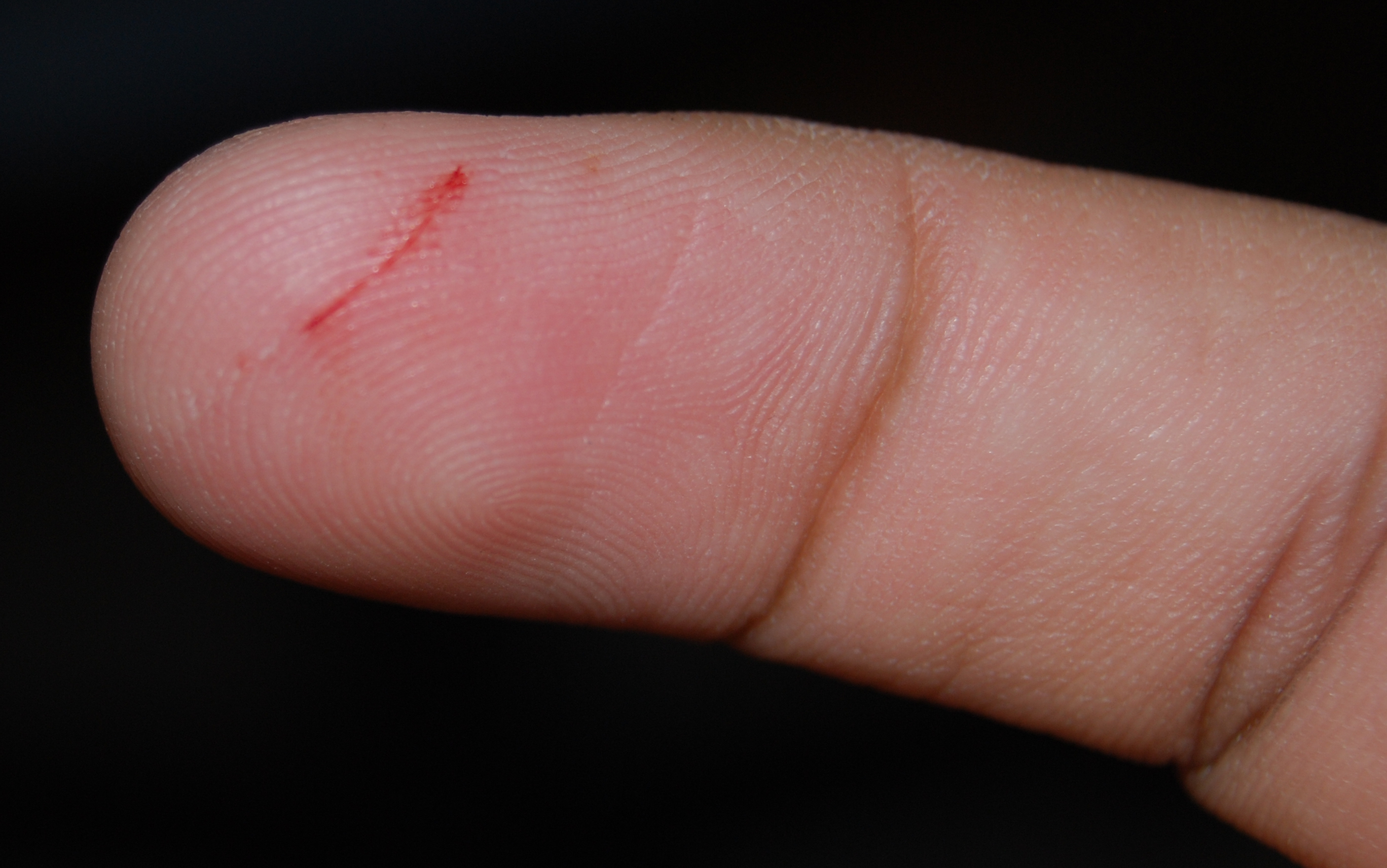
Papierschnittwunde an einer Fingerkuppe

Eine Papierschnittwunde ist eine Schnittverletzung, die durch die scharfen Ränder eines Papierblattes oder eines anderen dünnen Materials verursacht wurde. Es handelt sich dabei um kleine, schwach blutende Wunden, die eher selten bei „Hautkontakten“ mit scharfen Kanten wie etwa bei Greifbewegungen entstehen können und folglich meistens im Handbereich – insbesondere an einem Finger oder einer Fingerkuppe – der verletzten Person auftreten oder aber beim  Anlecken gummierter Briefumschläge an der Zungenspitze. 
Sie zählen zu den mechanisch entstandenen Wunden. Papierschnittwunden gelten im Hinblick auf die geringe Größe als vergleichsweise schmerzhaft. Diese Schmerzempfindung wird dadurch verursacht, dass bei der oberflächlichen Verletzung die Nerven meist nicht durchtrennt, sondern nur „angeschnitten“ werden, und dass die scharfe Papierkante die Hautschichten eher „zerreißt“ als zerschneidet. Außerdem enthalten die Hände und insbesondere die Finger verhältnismäßig viele und besonders empfindliche Schmerzrezeptoren.

## Rezeption
Der englische Begriff paper cut wird auch im übertragenen Sinn für eine nur oberflächliche, dabei aber doch schmerzhaften Verletzung verwendet. So trägt ein Song aus dem 2009 erschienenen Album Battlefield der US-amerikanischen Sängerin Jordin Sparks, in dem sie eine vergangene Liebe besingt, den Titel Papercut (englisch: ‚Papierschnittwunde‘). Der Refrain des Liedes lautet: „I’m okay, I’ll survive. I only think about you half the time. […] It was only a paper cut. It’s only a paper cut, a paper cut.“